# Bacillemma
Bacillemma is een monotypisch geslacht van spinnen uit de  familie van de Tetrablemmidae.

## Soort
- Bacillemma leclerci Deeleman-Reinhold, 1993